# Бетсі Аббас
Бетсі Аббас (нар.) — колишня єгипетська тенісистка.
Найвищим досягненням на турнірах Великого шолома був чвертьфінал в одиночному розряді.

## Фінали

### Одиночний розряд (7–3)
| Результат | Ранг | Рік           | Місце                      | Покриття | Суперниця                                                                              | Рахунок       |
| --------- | ---- | ------------- | -------------------------- | -------- | -------------------------------------------------------------------------------------- | ------------- |
| Поразка   | 1    | березень 1947 | Каїр, Єгипет               | Ґрунт    | Біллі Йорк                                                                             | 6–1, 2–6, 3–6 |
| Перемога  | 1.   | березень 1952 | Каїр, Єгипет               | Ґрунт    | Сімонн Матьє                                                                           | 6–1, 6–4      |
| Перемога  | 2.   | листопад 1953 | Мааді, Єгипет              | Ґрунт    | Esther Saul                                                                            | 6–1, 6–1      |
| Перемога  | 3.   | грудень 1953  | Геліополь (Єгипет), Єгипет | Ґрунт    | Esther Saul                                                                            | 6–2, 6–2      |
| Перемога  | 4.   | лютий 1954    | Каїр, Єгипет               | Ґрунт    | Esther Saul                                                                            | 6–0, 6–2      |
| Поразка   | 2    | березень 1954 | Каїр, Єгипет               | Ґрунт    | Totte Zehden                                                                           | 3–6, 3–6      |
| Перемога  | 5.   | березень 1954 | Александрія, Єгипет        | Ґрунт    | Totte Zehden                                                                           | 4–6, 6–2, 6–3 |
| Поразка   | 3.   | червень 1954  | Торкі, Велика Британія     | Тверде   | Патріша Ворд Гейлс                                                                     | 0–6, 3–6      |
| Перемога  | 6.   | листопад 1954 | Каїр, Єгипет               | Ґрунт    | [[Файл:Помилка виразу: незрозуміле слово «old»\|20x13px\|Греція]] Xantippe Vassiliadou | 6–2, 6–1      |
| Перемога  | 7.   | березень 1956 | Геліополь (Єгипет), Єгипет | Ґрунт    | Esther Saul                                                                            | 2–6, 6–4, 6–1 |

### Парний розряд (11–7)
| Результат | Ранг | Рік           | location                   | Покриття | Партнерка          | Суперниці                                                                                       | Рахунок       |
| --------- | ---- | ------------- | -------------------------- | -------- | ------------------ | ----------------------------------------------------------------------------------------------- | ------------- |
| Поразка   | 1.   | березень 1947 | Александрія, Єгипет        | Ґрунт    | Анналіза Боссі     | Suzanne Pannetier Біллі Йорк                                                                    | 1–6, 4–6      |
| Поразка   | 2.   | вересень 1949 | Афіни, Греція              | Ґрунт    | Georgina Greiss    | John Curry Пеґґі Довсон-Скотт                                                                   | 0–6, 3–6      |
| Поразка   | 3.   | березень 1952 | Каїр, Єгипет               | Ґрунт    | Georgina Greiss    | Ширлі Фрай Доріс Гарт                                                                           | 6–8, 4–6      |
| Поразка   | 4.   | лютий 1953    | Каїр, Єгипет               | Ґрунт    | Georgina Greiss    | Дороті Гед Ноуд Мод Гальтьє                                                                     | 4–6, 7–9      |
| Поразка   | 5.   | березень 1953 | Александрія, Єгипет        | Ґрунт    | Патріша Ворд Гейлс | Дороті Гед Ноуд Мод Гальтьє                                                                     | 7–9, 3–6      |
| Перемога  | 1.   | листопад 1953 | Мааді, Єгипет              | Ґрунт    | Georgina Greiss    | Esther Saul Ingrid Smith                                                                        | 6–0, 2–6, 6–2 |
| Перемога  | 2.   | грудень 1953  | Геліополь (Єгипет), Єгипет | Ґрунт    | Georgina Greiss    | Esther Saul Ingrid Smith                                                                        | 6–4, 6–2      |
| Перемога  | 3.   | лютий 1954    | Каїр, Єгипет               | Ґрунт    | Andree Eid         | Esther Saul [[Файл:Помилка виразу: незрозуміле слово «old»\|20x13px\|Греція]] Xenia Vassiliadis | 6–4, 6–3      |
| Перемога  | 4.   | березень 1954 | Каїр, Єгипет               | Ґрунт    | Патріша Ворд Гейлс | Totte Zehden Mary Kay Morris                                                                    | 6–0, 6–3      |
| Перемога  | 5.   | березень 1954 | Александрія, Єгипет        | Ґрунт    | Патріша Ворд Гейлс | Totte Zehden Mary Kay Morris                                                                    | 6–2, 6–2      |
| Перемога  | 6.   | червень 1954  | Торкі, Велика Британія     | Тверде   | Патріша Ворд Гейлс | Barbara Bradley Barbara Kimbrell                                                                | 2–6, 6–2, 7–5 |
| Перемога  | 7.   | листопад 1954 | Каїр, Єгипет               | Ґрунт    | Andree Eid         | Rona Hamdy Evelyn Houseman                                                                      | 6–3, 6–2      |
| Перемога  | 8.   | березень 1956 | Каїр, Єгипет               | Ґрунт    | Алтея Гібсон       | Анджела Мортімер Дженні Стейлі Гоуд                                                             | 6–3, 7–5      |
| Перемога  | 9.   | березень 1956 | Александрія, Єгипет        | Ґрунт    | Алтея Гібсон       | Анджела Мортімер Дженні Стейлі Гоуд                                                             | 6–3, 6–1      |
| Поразка   | 6.   | вересень 1959 | Париж, Франція             | Ґрунт    | Жінетт Бюкай       | Monique Coste Мод Гальтьє                                                                       | 1–6, 2–6      |
| Перемога  | 10.  | вересень 1961 | Париж, Франція             | Ґрунт    | Мод Гальтьє        | Флоранс де ля Куртьє Бія Анн-Марі Сегерс                                                        | 5–7, 6–3, 0–6 |
| Поразка   | 7.   | жовтень 1961  | Канни, Франція             | Ґрунт    | Мод Гальтьє        | Флоранс де ля Куртьє Бія Франсуаз Дюрр                                                          | 2–6, 1–6      |
| Перемога  | 11.  | липень 1962   | Париж, Франція             | Ґрунт    | Irene de Lanslut   | Henriette Siarry Claudine Pierval                                                               | 4–6, 6–2, 6–4 |